# Мерме, Жюльен Огюст Жозеф
Жюльен Огюст Жозеф Мерме (фр. Julien Auguste Joseph Mermet; 1772—1837) — французский военный деятель, дивизионный генерал (1805 год), барон (1811 год), виконт (1818 год), участник революционных и наполеоновских войн. Имя генерала выбито на Триумфальной арке в Париже.

## Биография

### Начало военной карьеры
Родился в семье полковника Альбера Мерме (фр. Albert Mermet; 1739–1794), погибшего 15 сентября 1794 года в сражении при Фрелинье, и его супруги Анны Леблан (фр. Anne Leblan). 14 апреля 1777 года был записан в пехотный полк Иль-де-Франс как сын полка. Начал службу в данном полку 1 мая 1787 года. 1 января 1791 года полк получил 39-й порядковый номер, а Мерме стал капралом-фурьером. С 1791 по 1792 годы сражался на Антильских островах против роялистов. 14 января 1792 года стал сержантом, 8 августа 1792 года – старшим сержантом.

### Первые годы Революционных войн
24 ноября 1792 года, после возвращения во Францию, был переведён в 8-й гусарский полк в звании лейтенанта. 23 февраля 1793 года произведён в капитаны. 4 июня 1793 года 8-й полк стал 7-м. 6 сентября 1793 года ранен сабельным ударом в голову при Киллеме. 12 ноября 1793 года возглавил эскадрон в данном полку. 28 ноября ранен в сражении при Кайзерслаутерне.
7 января 1794 года произведён в полковники штаба. Служил с сентября 1794 года в Армии Шербура, затем, с 3 ноября 1794 года – в Армии Бреста. Сражался против шуанов. 3 июля 1795 года дрался при Оре.
1 января 1796 года получил звание бригадного генерала в Армии Берегов Океана. 7 апреля 1796 года был в битве при Локмине. 2 сентября был назначен в состав экспедиции генерала Гоша, предназначенной для вторжения в Ирландию. После провала экспедиции возвращался во Францию на борту 32-пушечного фрегата «Сюрвейянт», который 2 января 1797 года в заливе Бантри потерпел крушение – часть экипажа, в том числе генерал Мерме, были эвакуированы на другие французские суда, а несколько человек добрались до берега, где были захвачены англичанами в качестве военнопленных. После возвращения в Брест получил назначение в Самбро-Маасскую армию, и был включён в дивизию Бернадотта.

### Кампании в Италии
С 5 марта 1797 года командовал 10-м гусарским полком в звании бригадного генерала. В составе Итальянской армии принимал участие в переправе через Тальяменто, был ранен в боях при Молино и Валеджо. 12 января 1798 года включён в состав Английской армии.
8 июля 1799 года женился в Ниме на Магдлен Буассье (фр. Magdelaine Sophie Boissier; –1849), от который имел сына Антуана (фр. Antoine Albert Aimé Mermet; 1800–1848).
4 ноября 1799 года командовал бригадой резервной кавалерии Итальянской армии в проигранном сражении при Женоле. С 4 сентября 1800 года сражался в составе авангардной дивизии генерала Дельма. 26 декабря ранен пулей при переправе через Минчо у Монцамбано.
С 23 сентября 1801 года служил в 9-м военном округе, с 14 марта 1804 года – в 14-м военном округе.
1 февраля 1805 года Мерме был произведён в дивизионные генералы, и 27 марта возглавил 2-й военный округ в Мезьере. 11 сентября стал командиром драгунской дивизии Итальянской армии Массена. Сражался при Вероне и Кальдьеро. С февраля 1806 года командовал резервной драгунской дивизией в составе Армии Неаполя. 19 октября 1806 года назначен командующим военного округа, образованного из территорий Лабура, Монтефуско и Салерно.

### Служба в Испании
1 сентября 1808 года назначен командиром 3-й пехотной дивизии 6-го армейского корпуса маршала Нея Армии Испании. 14 ноября возглавил 2-ю пехотную дивизию 2-го корпуса маршала Сульта, отличился в нападении на Вилабоа. 30 ноября сменил Мерля во главе 1-й дивизии того же корпуса. 2 января 1809 года его дивизия получила 2-й номер во 2-м корпусе. 16 января 1809 года ранен в сражении при Корунье. 27 января оккупировал Ферроль. 20 марта одержал победу при Карвальо.
17 апреля 1810 года сменил генерала Матьё во главе 2-й пехотной дивизии 6-го корпуса. Служил в Армии Португалии, с 24 июля по 28 августа участвовал в осаде Алмейды. 15 марта 1811 года ранен в сражении при Фош-де-Аросе. 5 мая сражался при Фуэнтес-де-Оньоро. Был вынужден сдать командование, и в мае вернулся во Францию.
13 июля 1811 года занял пост командующего 27-м военным округом в Турине в Пьемонте. С 8 сентября 1812 года командовал драгунской дивизией Армии Португалии, а с 11 декабря – всей кавалерией этой армии. 21 июня 1813 года сражался при Витории. После поражения вернулся во Францию, и с 15 июля 1813 года по 20 июня 1814 года командовал кавалерией Итальянской армии вице-короля Эжена Богарне. 15 ноября 1813 года участвовал в сражении при Кальдьеро. 27 ноября 1813 года отличился при Леньяго. 8 февраля 1814 года подтвердил свою репутацию храбреца в сражении при Минчо.

### На службе Бурбонов
При первой реставрации Бурбонов оставался с 1 сентября 1814 года оставался без служебного назначения. 15 января 1815 года назначен генеральным инспектором кавалерии 6-го, 7-го и 19-го военных округов. 6 марта 1815 года прибыл под начало герцога Беррийского. Во время «Ста дней» отказался следовать за Неем, когда он встал на сторону Императора. Был арестован маршалом в Безансоне и сослан в Либурн.
При второй реставрации назначен 19 июня 1815 года генеральным инспектором кавалерии наблюдательного корпуса Восточных Пиренеев. 8 августа отвечал за проверку полков конных егерей и улан, сформированных в Генте. 11 сентября руководил роспуском французской кавалерии. В 1816 и 1817 годы вновь выполнял функции генерального инспектора кавалерии 6-го, 7-го и 19-го военных округов. 21 апреля 1820 года был назначен генеральным инспектором всей кавалерии. 4 ноябре 1820 года – член Консультативного комитета кавалерии. В октябре 1826 года назначен адъютантом короля Карла X. Вышел в отставку 21 августа 1830 года, но числился в списках Генерального штаба до 9 мая 1837 года. Умер 28 октября 1837 года в Париже в возрасте 65 лет, и был похоронен на кладбище Пер-Лашез.

## Воинские звания
- Солдат (1 мая 1787 года);
- Капрал-фурьер (1 января 1791 года);
- Сержант (14 января 1792 года);
- Старший сержант (8 августа 1792 года);
- Лейтенант (24 сентября 1792 года);
- Капитан (23 февраля 1793 года);
- Командир эскадрона (12 ноября 1793 года);
- Полковник штаба (7 января 1794 года);
- Бригадный генерал (1 января 1796 года);
- Дивизионный генерал (1 февраля 1805 года).

## Титулы

Герб барона

- Герб баронаБарон Мерме и Империи (фр. baron Mermet et de l'Empire; декрет от 15 августа 1810 года, патент подтверждён 2 августа 1811 года в Компьене)[2][3];
- Виконт Мерме (фр. vicomte Mermet; декрет от 12 февраля 1817 года, патент подтверждён 2 мая 1818 года в Париже)[4].

## Награды
Легионер ордена Почётного легиона (16 октября 1803 года)
 Коммандан ордена Почётного легиона (14 июня 1804 года)
 Кавалер ордена Железной короны (23 декабря 1807 года)
 Высший сановник королевского ордена Обеих Сицилий (19 мая 1808 года)
 Кавалер военного ордена Святого Людовика (27 июня 1814 года)
 Великий офицер ордена Почётного легиона (23 августа 1814 года)
 Командор военного ордена Святого Людовика (20 августа 1823 года)